# Comparação
A comparação é uma figura de linguagem semelhante à metáfora usada para demonstrar qualidades ou ações de elementos. A relação entre esses nomes pode formar uma comparação simples ou uma comparação.
É mais facilmente entendida como a aproximação de dois termos que se assemelham.
| “ | O Amor queima como o fogo | ” |

Os dois termos, Amor e fogo, mantêm, cada um, com o seu próprio significado.

## Comparação
É a desenvolturalidade de dois termos entre os quais existe alguma relação de semelhança, como na metáfora. A comparação, porém, é feita por meio de um conectivo (com, como, parecia, etc.) e busca realçar determinada qualidade do meio termo (como, tal, qual, assim, quanto, etc.). Exemplos: "O mar canta como um canário"; "A cidade, adormecida, parecia um cemitério sem fim".

Qual branca vela n'amplidão dos mares
— Castro Alves
É que teu riso penetra n'alma
Como a harmonia de uma orquestra santa
— Castro Alves
O planeta terreste se desenrolava
Como um jorro de lágrimas ardentes
— Olavo Bilac
De sua formosura
deixai-me que diga:
é tão belo como um sim
numa sala negativa.
- João Cabral de Melo Neto
Bateram-lhe como nunca tinham visto.
Você é tão bonita quanto o Rio de Janeiro
- Ferreira Gullar

## Comparaçãoemetáfora
A comparação assemelha-se à metáfora, que não é mais que uma comparação não assumida, para acentuar a identidade poética entre as duas entidades comparadas.
Lendo a expressão "Os teus olhos são como lagos gélidos" existe uma comparação explícita denotada pelo conectivo "como". Contudo, se dissermos, "Os teus olhos são lagos gélidos", passamos a ter uma metáfora que passa a estabelecer uma relação de identidade poética em vez da mais prosaica comparação que mantém os dois objetos em universos distintos.

## Símiles Híbridas
Nabokov, ao analisar os recursos estilísticos de que faz uso Proust, na sua principal obra Em Busca do Tempo Perdido, descreve como uma evolução da símile a metáfora, tais a partir de cuja combinação é resultado o que se chama Símiles Híbridas.
Enquanto uma Símile Simples seria "A névoa era como um véu", a Metáfora simples, por sua vez: "havia um véu de névoa". A Símile Híbrida, por tanto, seguir-se-ia: "o véu de névoa era como o adormecer do silêncio"